# Caperuza 5'
En biología molecular, la caperuza 5' (5-prima), también denominada cap-5' o casquete, es un nucleótido alterado situado en el extremo 5′ de algunos transcritos primarios de eucariotas, como el precursor de ARN mensajero (ARNm). Este proceso, conocido como capping está altamente regulado y es vital en la creación de ARNm estables y maduros, capaces de ser traducidos durante la síntesis de proteínas. El ARNm mitocondrial y el de cloroplastos no tienen caperuza.

## Estructura

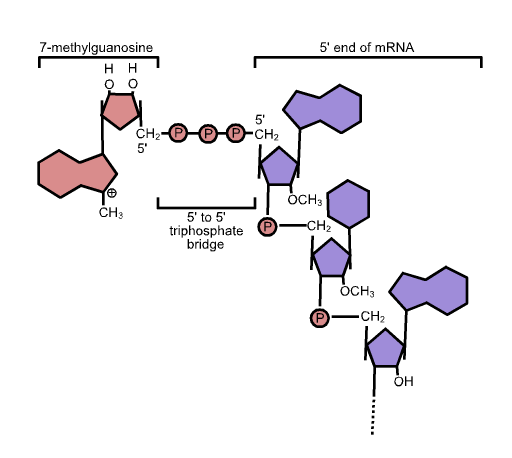
Estructura de una caperuza 5' (cap-2)

Estructura de la ribosa, enseñando las posiciones de los carbonos 2', 3' y 5'.

En eucariotas, la caperuza 5' (cap-0), situada en el extremo 5' de una molécula de ARNm, consiste en un nucleótido de guanina ligado al ARNm mediante un inusual enlace trifosfato 5'-5'. Esta guanosina es metilada por una metiltransferasa en la posición 7, justo después del capping in vivo. Esto se denomina caperuza 7-metilguanilato (m7G).
En eucariotas pluricelulares y en algunos virus eucariotas  existen otras modificaciones, incluyendo la metilación de los grupos hidroxilo en 2' de las dos primeras ribosas en el extremo 5' del ARNm. cap-1 tiene un grupo 2'-hidroxi en la primera ribosa, por otro lado cap-2 tiene metilados el 2'-hidroxi en las dos primeras ribosas, como se muestra en la imagen de la derecha. La caperuza 5' es químicamente similar al extremo 3' de una molécula de ARN (el carbono 5' de la ribosa de la caperuza está enlazado, el 3' no). Esto confiere una resistencia significativa a las exonucleasas 5'.
Las moléculas de ARNm pueden perder su caperuza mediante un proceso denominado ARNm decapping (o RNAm decapping en el inglés original).
Los ARN pequeños nucleares (ARNsn) contienen caperuzas 5' especiales. Los ARNsn de clase Sm tienen caperuzas 5'-trimetilguanosina, mientras que los de clase Lsm tienen caperuzas 5'-monometilfosfato.

## Proceso decapping
El inicio del proceso tiene lugar en el extremo 5' intacto de una molécula de ARN, que termina en un grupo trifosfato. Esto consiste en un nucleótido terminal seguido por tres fosfatos enlazados al carbono 5'. El proceso empieza antes de que termine la transcripción, de forma simultánea a la síntesis del pre-ARNm.
1. La ARN-trifosfatasa elimina uno de los fosfatos terminales, dejando un grupo bisfosfato - lo que en notación sería 5'(ppN)[pN]n (cada p es un fosfato y cada N un nucleótido).
2. La ARNm guanililtransferasa añade una molécula de GTP, que pierde un pirofosfato, al bisfosfato terminal. Esto da lugar al enlace trifosfato 5'-5': 5'(Gp)(ppN)[pN]n.
3. La ARNm (guanina-N7-) metiltransferasa metila al nitrógeno-7 (N7), S-adenosil-L-metionina se desmetila a S-adenosil-L-homocisteína: 5'(m7Gp)(ppN)[pN]n (cap-0).
4. Se pueden producir otras modificaciones adyacentes a la caperuza, que normalmente involucran al primero y al segundo nucleótido, produciendo hasta 5'(m7Gp)(ppN*)(pN*)[pN]n (cap-1 y cap-2).[7][8]
5. Si el nucleótido adyacente a la caperuza más cercano es 2'-O-ribosa metil-adenosina (5'(m7Gp)(ppAm)[pN]n), aún se puede metilar en el N6 para formar N6-metiladenosina, dando lugar a 5'(m7Gp)(ppm6Am)[pN]n.[3]

### Marcado
En eucariotas, el complejo enzimático de capping (CEC) necesario para formar la caperuza se encuentra acoplado a la ARN polimerasa II antes de que la transcripción empiece. En cuanto emerge el extremo 5' del nuevo transcrito, el CEC se acoplan a él y empieza el capping. Este mecanismo asegura que el proceso se lleve a cabo, como con la poliadenilación.
Las enzimas de capping sólo se pueden unir a la ARN polimerasa II, asegurando así su especificidad para sus transcritos, que son en su inmensa mayoría ARNm.

## Función
La caperuza 5' tiene cuatro funciones principales:
1. Regular la exportación desde el núcleo.[14][15]
2. Prevenir la degradación por exonucleasas.[16][17][18]
3. Impulsar la traducción.[3][4][5]
4. Impulsar la escisión de los intrones proximales a 5'.[19]

La exportación de ARN desde el núcleo está regulada por el complejo de unión a caperuza (CBC, cap binding complex), que se une exclusivamente a ARN con caperuza. Los poros nucleares reconocen al CBC y permiten su exportación. Una vez en el citoplasma y después de la primera ronda de traducción, el CBC es reemplazado por los factores de traducción eIF-4E y eIF-4G. Este complejo es después reconocido por otra maquinaria de iniciación de traducción, que incluye al ribosoma.
La caperuza previene la degradación por 5' de dos formas. En primer lugar, la similitud funcional a un extremo 5' previene la degradación por exonucleasas 5' (como se menciona arriba). En segundo lugar, el CBC así como eIF-4E/eIF-4G bloquean el acceso de enzimas "anticaperuza" (decapping) a la caperuza. Esto incrementa la vida media del ARNm, esencial en eucariotas ya que los procesos de exportación y traducción duran un tiempo considerable.
La pérdida de la caperuza de un ARNm está catalizada por un complejo compuesto al menos por Dcp1 y Dcp2, que compiten con eIF-4E para unirse a la caperuza. Por lo tanto, la caperuza 5' es una marcador de ARNm que están siendo traducidos, y es usada por las células para regular la vida media de los ARNm en respuesta a nuevos estímulos. Los ARNm indeseables son enviados a cuerpos de procesamiento (P-bodies) para su almacenamiento temporal o para la eliminación de sus caperuzas. Este extremo está todavía investigándose.
El mecanismo por el cual se impulsa la escisión de los intrones proximales a 5' todavía no está dislucidada, pero la caperuza 5' parece girar alrededor e interactuar con el espliceosoma durante el proceso de splicing, impulsando la escisión de los intrones.